# Liste gesamtstaatlicher Vorschriftensammlungen
Die Liste gesamtstaatlicher Vorschriftensammlungen erfasst fortlaufende Gesetz- und Amtsblätter sowie konsolidierende Sammlungen von Rechts- und Verwaltungsvorschriften auf gesamt- und überstaatlicher Ebene.
| Land                                                  | Kürzel | Kont. | Spr.        | Titel | Laufzeit                                  | Links |
| ----------------------------------------------------- | ------ | ----- | ----------- | --- | ----------------------------------------- | --- |
| Ägypten                                               | EG     | Af    | ara         | الجريدة الرسمية | 1892?–                                    | alamiria.com |
| Äquatorialguinea                                      | GQ     | Af    | fre         | Boletin oficial del estado | 1980?–                                    | |
| Äthiopien                                             | ET     | Af    | amh/eng     | ነጋሪት፡ ጋዜጣ። = Negarit gazeta ፌዴራል ነጋሪት ጋዜጣ = Federal negarit gazette | 1942–1995? 1995–                          | chilot |
| Afghanistan                                           | AF     | As    | pus/per     | رسمي جريده | 1963–                                     | moj-laws.gov.af |
| Albanien                                              | AL     | Eu    | alb         | Fletorja zyrtare | 1922/1991–                                | qbz.gov.al |
| Algerien                                              | DZ     | Af    | ara         | الجريدة الرسمية | 1964–                                     | joradp.dz |
| Algerien                                              | DZ     | Af    | fre         | Journal officiel | 1962–                                     | joradp.dz |
| Andorra                                               | AD     | Eu    | cat         | Butlletí oficial (BOPA) | 1989–                                     | bopa.ad |
| Angola                                                | AO     | Af    | por         | Diário da Republica | 1975–                                     | imprensanacional.gov.ao |
| Antigua und Barbuda                                   | AG     | Am    | eng         | Official gazette | 1981–                                     | laws.gov.ag |
| Argentinien                                           | AR     | Am    | spa         | Boletín oficial | 1893–                                     | boletinoficial.gob.ar |
| Armenien                                              | AM     | As    | arm         | Գերագույն սովետի տեղեկագիր Կառավարության որոշումների ժողովածու Պաշտոնական տեղեկագիր Հայաստանի Հանրապետություն                                                                                           | 1997– 1990–                               | pashtonakan.am; arlis.am hhpress.am |
| Aruba                                                 | NL-AW  | Am    | dut         | Afkondigingsblad (AB) | 1951–                                     | overheid.aw |
| Aserbaidschan                                         | AZ     | As    | aze         | Али Советинин мәлуматы Azərbaycan qəzeti |                                           | azerbaijan-news.az; meclis.gov.az; e-qanun.az                                                                                                  |
| Australien                                            | AU     | Oz    | eng         | Government Notices Gazette | 2002–                                     | comlaw.gov.au |
| Australien                                            | AU     | Oz    | eng         | Commonwealth of Australia gazette | 1901–                                     | nla.gov.au |
| Bahamas                                               | BS     | Am    | eng         | Official gazette | 1973–                                     | bahamas.gov.bs |
| Bahrain                                               | BH     | As    | ara         | الجريدة الرسمية |                                           | mia.gov.bh |
| Bangladesch                                           | BD     | As    | ben         | বাংলাদেশ গেজেট | 1971–                                     | dpp.gov.bd |
| Barbados                                              | BB     | Am    | eng         | Official gazette | 1867–                                     | |
| Belarus                                               | BY     | Eu    | rus         | Национальный реестр правовых актов | 1999–                                     | pravo.by; by.spinform.ru |
| Belgien                                               | BE     | Eu    | fre         | Moniteur belge | 1831–                                     | just.fgov.be |
| Belgien                                               | BE     | Eu    | dut         | Belgisch Staatsblad | 1831–                                     | just.fgov.be |
| Belize                                                | BZ     | Am    | eng         | Government gazette |                                           | belizelaw.org |
| Benin                                                 | BJ     | Af    | fre         | Journal officiel | 1948–                                     | |
| Bhutan                                                | BT     | As    | dzo         | ཀུན་གསལ་གསར་ཤོག་ (kun gsal gsar śog) |                                           | bhutan.gov.bt |
| Bolivien                                              | BO     | Am    | spa         | Gaceta oficial | 1960–                                     | gacetaoficialdebolivia.gob.bo |
| Bosnien und Herzegowina                               | BA     | Eu    | bos         | Službeni glasnik | 1997–                                     | sluzbenilist.ba |
| Botswana                                              | BW     | Af    | eng         | Government gazette |                                           | elaws.gov.bw |
| Brasilien                                             | BR     | Am    | por         | Diário oficial da união (DOU) | 1862–                                     | portal.in.gov.br |
| Brunei                                                | BN     | As    | eng         | Government gazette | 1957?–                                    | agc.gov.bn; BLRO |
| Brunei                                                | BN     | As    | may         | Warta kerajaan | 1957?–                                    | agc.gov.bn |
| Bulgarien                                             | BG     | Eu    | bul         | Държавен вестник (ДВ) | 1879/1963–                                | dv.parliament.bg |
| Burkina Faso                                          | BF     | Af    | fre         | Journal officiel | 1954–                                     | legiburkina.bf |
| Burundi                                               | BI     | Af    | run/fre     | Ikinyamakuru c'ibitegekwa = Bulletin officiel | 1962–                                     | justice.gov.bi |
| Chile                                                 | CL     | Am    | spa         | Diario oficial | 1877–                                     | diariooficial.interior.gob.cl |
| VR China                                              | CN     | As    | chi         | 国务院公报 | 1954–                                     | gov.cn/gongbao |
| Cookinseln                                            | CK     | Oz    |             | |                                           | parliament.gov.ck |
| Costa Rica                                            | CR     | Am    | spa         | La gaceta | 1879–                                     | gaceta.go.cr/gaceta |
| Dänemark                                              | DK     | Eu    | dan         | Lovtidende Statstidende | 1871– 1904–                               | lovtidende.dk; retsinformation.dk statstidende.dk                                                                                              |
| Bundesrepublik Deutschland                            | DE     | Eu    | ger         | Bundesgesetzblatt (BGBl) Verhandlungen des Bundestags Gesetze (konsolidiert) Bundesanzeiger (BAnz) Gemeinsames Ministerialblatt (GMBl) Bundessteuerblatt (BStBl) Verwaltungsvorschriften (konsolidiert) | 1949–                                     | recht.bund.de bgbl.de dip.bundestag.de gesetze-im-internet.de bundesanzeiger.de gmbl-online.de bstbl.de verwaltungsvorschriften-im-internet.de |
| Deutsches Reich                                       | DE     | Eu    | ger         | Reichsgesetzblatt (RGBl) Verhandlungen des Reichstags | 1871–1945                                 | alex.onb.ac.at reichstagsprotokolle.de |
| Besatzungszeit/Deutschland nach dem Zweiten Weltkrieg | DE     | Eu    | ger         | Verteilte digitale Rechtsquellen: Alliierter Kontrollrat, Bizone, AHK, … | 1944–1955/90                              | DNB |
| DDR                                                   | DE     | Eu    | ger         | Gesetzblatt (GBl) | 1949–1990                                 | makrolog.de; gvoon.de |
| Dominica                                              | DM     | Am    | eng         | Official gazette | 1878–                                     | dominica.gov.dm |
| Dominikanische Republik                               | DO     | Am    | spa         | Gaceta oficial | 1851/74–                                  | consultoria.gov.do |
| Dschibuti                                             | DJ     | Af    | fre         | Journal officiel | 1977–                                     | presidence.dj |
| Ecuador                                               | EC     | Am    | spa         | Registro oficial | 1835–                                     | registroficial.gob.ec |
| El Salvador                                           | SV     | Am    | spa         | Diario oficial | 1847–                                     | imprentanacional.gob.sv |
| Elfenbeinküste                                        | CI     | Af    | fre         | Journal officiel | 1959–                                     | abidjan.net/jo |
| Eritrea                                               | ER     | Af    | eng(?)      | Gazette of Eritrean laws | 1991–                                     | erigazette.org |
| Estland                                               | EE     | Eu    | est         | Vabariigi Ülemnõukogu ja Valitsuse Teataja (ENSV ÜVT); Riigi teataja (RT) | 1966–1990 1990–                           | riigiteataja.ee |
| Eswatini                                              | SZ     | Af    | eng         | Government gazette | 1963–                                     | eswatinilii.org |
| Europa                                                | EU     | Eu    | bul         | Официален вестник (ОВ) | 2007–                                     | EUR-Lex |
| Europa                                                | EU     | Eu    | spa         | Diario oficial (DO) | 1986–                                     | EUR-Lex |
| Europa                                                | EU     | Eu    | cze         | Úřední věstník (Úř. věst.) | 2004–                                     | EUR-Lex |
| Europa                                                | EU     | Eu    | dan         | Tidende (EUT) | 1973–                                     | EUR-Lex |
| Europa                                                | EU     | Eu    | ger         | Amtsblatt (ABl) | 1952–                                     | EUR-Lex |
| Europa                                                | EU     | Eu    | est         | Teataja (ELT) | 2004–                                     | EUR-Lex |
| Europa                                                | EU     | Eu    | gre         | Επίσημη Εφημερίδα (ΕΕ) | 1981–                                     | EUR-Lex |
| Europa                                                | EU     | Eu    | eng         | Official journal (OJ) | 1973–                                     | EUR-Lex |
| Europa                                                | EU     | Eu    | fre         | Journal officiel (JO) | 1952–                                     | EUR-Lex |
| Europa                                                | EU     | Eu    | hrv         | Službeni list (SL) | 2013–                                     | EUR-Lex |
| Europa                                                | EU     | Eu    | ita         | Gazzetta ufficiale (GU) | 1952–                                     | EUR-Lex |
| Europa                                                | EU     | Eu    | lav         | Oficiālais vēstnesis (OV) | 2004–                                     | EUR-Lex |
| Europa                                                | EU     | Eu    | lit         | Oficialusis leidinys (OL) | 2004–                                     | EUR-Lex |
| Europa                                                | EU     | Eu    | hun         | Hivatalos lapja (HL) | 2004–                                     | EUR-Lex |
| Europa                                                | EU     | Eu    | mlt         | Il-Ġurnal uffiċjali (ĠU) | 2007–                                     | EUR-Lex |
| Europa                                                | EU     | Eu    | dut         | Publicatieblad (PB) | 1952–                                     | EUR-Lex |
| Europa                                                | EU     | Eu    | pol         | Dziennik urzędowy (DzU) | 2004–                                     | EUR-Lex |
| Europa                                                | EU     | Eu    | por         | Jornal oficial (JO) | 1986–                                     | EUR-Lex |
| Europa                                                | EU     | Eu    | rom         | Jurnalul oficial (JO) | 2007–                                     | EUR-Lex |
| Europa                                                | EU     | Eu    | slo         | Úradný vestník (ÚvEÚ) | 2004–                                     | EUR-Lex |
| Europa                                                | EU     | Eu    | slv         | Uradni list (UL) | 2004–                                     | EUR-Lex |
| Europa                                                | EU     | Eu    | fin         | Virallinen lehti (EUVL) | 1995–                                     | EUR-Lex |
| Europa                                                | EU     | Eu    | swe         | Officiella tidning (EUT) | 1995–                                     | EUR-Lex |
| Fidschi                                               | FJ     | Oz    | eng         | Government of Fij gazette | 2000–                                     | fiji.gov.fj |
| Finnland                                              | FI     | Eu    | fin         | Virallinen lehti Suomen säädöskokoelma | 1856/1931– 1929–                          | virallinenlehti.fi finlex.fi/fi |
| Finnland                                              | FI     | Eu    | swe         | Officiella tidningen Finlands författningssamling | 1820/1931– 1917–                          | virallinenlehti.fi/sv finlex.fi/sv |
| Frankreich                                            | FR     | Eu    | fre         | Journal officiel (JO) | 1869–                                     | journal-officiel.gouv.fr |
| Gabun                                                 | GA     | Af    | fre         | Journal officiel | 1959–                                     | sgg.gouv.ga |
| Gambia                                                | GM     | Af    | eng         | Government gazette | 1883/1965–                                | |
| Georgien                                              | GE     | As    | geo         | უზენაესი საბჭოს უწყებები მთავრობის დადგენილებათა კრებული საკანონმდებლო მაცნე | 1998–                                     | matsne.gov.ge; parliament.ge |
| Ghana                                                 | GH     | Af    | eng         | Ghana gazette | 1957–                                     | |
| Grenada                                               | GD     | Am    | eng         | Government gazette | 1883–                                     | laws.gov.gd |
| Griechenland                                          | GR     | Eu    | gre         | Εφημερίς της Κυβέρνησης (ΦΕΚ) | 1833–                                     | et.gr; bsb-muenchen.de |
| Grönland                                              | GL     | Am    | kal         | Nalunaarutit | 1958–                                     | lovgivning.gl |
| Guatemala                                             | GT     | Am    | spa         | Diario de Centro America | 1880–                                     | dca.gob.gt |
| Guinea                                                | GN     | Af    | fre         | Journal officiel | 1958–                                     | |
| Guinea-Bissau                                         | GW     | Af    | por         | Boletim oficial | 1931–                                     | anpguinebissau.org |
| Guyana                                                | GY     | Am    | eng         | Official gazette of Guyana |                                           | legalaffairs.gov.gy |
| Haiti                                                 | HT     | Am    | fre         | Le Moniteur | 1846–                                     | pressesnationales.ht; ufl.edu |
| Honduras                                              | HN     | Am    | spa         | La Gaceta | 1877–                                     | lagaceta.hn |
| Hongkong                                              | CN-HK  | As    | eng         | Gazette | 1997–                                     | gld.gov.hk |
| Hongkong                                              | CN-HK  | As    | chi         | 憲報 | 1997–                                     | gld.gov.hk |
| Indien                                                | IN     | As    | eng         | The Gazette of India | 1864–                                     | egazette.nic.in; indiacode.nic.in |
| Indonesien                                            | ID     | As    | ind         | Lembaran Negara (Staatsblad) als Teil von Berita negara (Courant) | 1816/1950–                                | beritanegara.co.id; indonesia.go.id |
| Irak                                                  | IQ     | As    | ara         | الوقائع العراقية | 1958–                                     | moj.gov.iq; qdl.qa |
| Iran                                                  | IR     | As    | per         | روزنامه رسمی | 1979/80–                                  | rrk.ir |
| Irland                                                | IE     | Eu    | eng/gle     | Iris oifigiúil Irish statute book Achtanna an Oireachtais = Acts of the Oireachtas | 1925– 1922–                               | irisoifigiuil.ie irishstatutebook.ie acts.ie                                                                                                   |
| Island                                                | IS     | Eu    | ice         | Lögbirtingablað Stjórnartíðindi | 1908– 1874–                               | logbirtingablad.is stjornartidindi.is |
| Israel                                                | IL     | As    | heb         | רשומות | 1917/45–                                  | justice.gov.il |
| Italien                                               | IT     | Eu    | ita         | Gazzetta ufficiale | 1861–                                     | gazzettaufficiale.it |
| Jamaika                                               | JM     | Am    | eng         | Jamaica gazette | 1878–                                     | moj.gov.jm |
| Japan                                                 | JP     | As    | jap         | 官報 | 1883–                                     | kanpou.npb.go.jp; npb.go.jp |
| Jemen                                                 | YE     | As    | ara         | الجريدة الرسمية? |                                           | molay.gov.ye |
| Jordanien                                             | JO     | As    | ara         | الجريدة الرسمية | 1924?–                                    | pm.gov.jo |
| Jugoslawien                                           | YU     | Eu    | scr         | Službeni list SFRJ | 1945–1992/2003                            | |
| Kambodscha                                            | KH     | As    | khm         | រាជកិច្ច (Reach Kech) |                                           | khmerlaws.org |
| Kamerun                                               | CM     | Af    | fre         | Journal officiel | 1961–                                     | access-cameroon.org |
| Kanada                                                | CA     | Am    | eng         | The Canada gazette | 1867–                                     | canadagazette.gc.ca; justice.gc.ca |
| Kanada                                                | CA     | Am    | fre         | La gazette du Canada | 1867–                                     | canadagazette.gc.ca; justice.gc.ca |
| Kap Verde                                             | CV     | Af    | por         | Boletim oficial (BO) | 1975–                                     | incv.cv |
| Kasachstan                                            | KZ     | As    | kaz         | Жоғарғы Советінің ведомостары Егемен Қазақстан | 1993–                                     | egemen.kz; government.kz |
| Kasachstan                                            | KZ     | As    | rus         | Казахстанская правда | 1923–                                     | kazpravda.kz; government.kz; spinform.ru |
| Katar                                                 | QA     | As    | ara         | الجريدة الرسمية | 1961–                                     | almeezan.qa |
| Kenia                                                 | KE     | Af    | eng         | Kenya gazette | 1899/1908–                                | kenyalaw.org |
| Kirgisistan                                           | KG     | As    | rus         | Жогорку Советинин ведомосттору Эркин Тоо Нормативные акты (НАКР) | 2000?–                                    | erkintoo.kg academy.kg; spinform.ru |
| Kiribati                                              | KI     | Oz    | eng         | Kiribati gazette | 1979–                                     | parliament.gov.ki |
| Kolumbien                                             | CO     | Am    | spa         | Diario oficial | 1864–                                     | imprenta.gov.co |
| Komoren                                               | KM     | Af    | fre         | Journal officiel | 1960?–                                    | jocomores.gouv.km |
| Republik Kongo                                        | CG     | Af    | fre         | Journal officiel | 1958–                                     | sgg.cg |
| DR Kongo                                              | CD     | Af    | fre         | Journal officiel |                                           | leganet.cd |
| Nordkorea                                             | KP     | As    | kor         | 최고 인민 회의 공보 내각 공보 (Kongbo) |                                           | |
| Südkorea                                              | KR     | As    | kor         | 관보 (Kwanbo) | 1948–                                     | go.kr |
| Kosovo                                                | KO     | Eu    | alb         | Gazeta zyrtare |                                           | gzk.rks-gov.net |
| Kosovo                                                | KO     | Eu    | srp         | Službeni list |                                           | kuvendikosoves.org |
| Kroatien                                              | HR     | Eu    | hrv         | Narodne novine | 1835–                                     | narodne-novine.nn.hr |
| Kuba                                                  | CU     | Am    | spa         | Gaceta oficial | 1902–                                     | gacetaoficial.cu |
| Kuwait                                                | KW     | As    | ara         | الكويت اليوم | 1954–                                     | kuwaitalyawm.media.gov.kw |
| Laos                                                  | LA     | As    | lao         | ຈົດໝາຍເຫດທາງລັດຖະການ | 1992?–                                    | laoofficialgazette.gov.la |
| Lesotho                                               | LS     | Af    | eng         | Government gazette | 1966–                                     | lesotholii.org |
| Lettland                                              | LV     | Eu    | lav         | Augstākās Padomes un Valdibas ziņotājs Vēstnesis | 1959–1990 1993–                           | vestnesis.lv |
| Libanon                                               | LB     | As    | ara         | الجريدة الرسمية |                                           | pcm.gov.lb |
| Liberia                                               | LR     | Af    | eng         | Official gazette | 2001?–                                    | legislature.gov.lr |
| Libyen                                                | LY     | Af    | ara         | الجريدة الرسمية | 1951–                                     | parliament.ly; itcadel.gov.ly; lawsociety.ly; crl.edu                                                                                          |
| Liechtenstein                                         | LI     | Eu    | ger         | Landesgesetzblatt (LGBl) Amtsblatt | 1863–                                     | gesetze.li llv.li |
| Litauen                                               | LT     | Eu    | lit         | Aukščiausiosios Tarybos ir vyriausybės žinios Valstybės žinios | 1940–1990 1993–                           | valstybes-zinios.lt |
| Luxemburg                                             | LU     | Eu    | fre         | Mémorial | 1816–                                     | legilux.public.lu; bsb-muenchen.de |
| Madagaskar                                            | MG     | Af    | fre         | Journal officiel | 1896?–                                    | barreau-de-madagascar.org; bnf.fr |
| Malawi                                                | MW     | Af    | eng         | Government gazette | 1964–                                     | malawilii.org |
| Malaysia                                              | MY     | As    | may         | Warta Kerajaan Persekutuan | 1957?–                                    | federalgazette.agc.gov.my |
| Malediven                                             | MV     | As    | div         | ދިވެހިސަރުކާރުގެ ގެޒެޓް | 1972?–                                    | gazette.gov.mv; mvlaw.gov.mv; agoffice.gov.mv                                                                                                  |
| Mali                                                  | ML     | Af    | fre         | Journal officiel | 1959–                                     | abamako.com; sgg.gov.ml |
| Malta                                                 | MT     | Eu    | mlt/eng     | Gazzetta tal-gvern = Government gazette | 1964–                                     | gov.mt |
| Marokko                                               | MA     | Af    | ara         | الجريدة الرسمية | 1913–                                     | sgg.gov.ma |
| Marokko                                               | MA     | Af    | fre         | Bulletin officiel (BO) | 1912–                                     | sgg.gov.ma |
| Spanisch-Marokko                                      | MA     | Af    | spa         | Boletín oficial (BO) | 1913/25–1956                              | prensahistorica.mcu.es |
| Marshallinseln                                        | MH     | Oz    |             | |                                           | paclii.org |
| Mauretanien                                           | MR     | Af    | ara         | الجريدة الرسمية | 1959–                                     | msgg.gov.mr |
| Mauretanien                                           | MR     | Af    | fre         | Journal officiel | 1959–                                     | msgg.gov.mr |
| Mauritius                                             | MU     | Af    | eng         | Government gazette | 1968–                                     | attorneygeneral.govmu.org |
| Nordmazedonien                                        | MK     | Eu    | mac         | Службен весник | 1945–                                     | slvesnik.com.mk |
| Mexiko                                                | MX     | Am    | spa         | Diario oficial de la federación (DOF) | 1867–                                     | dof.gob.mx |
| Föderierte Staaten von Mikronesien                    | FM     | Oz    |             | |                                           | FSM Code |
| Moldau                                                | MD     | Eu    | rom         | Вештиле Советулуй Супрем ши але Гувернулуй; Monitorul oficial | 1966–1990 1994–                           | monitorul.md |
| Monaco                                                | MC     | Eu    | fre         | Journal de Monaco | 1858–                                     | gouv.mc |
| Mongolei                                              | MN     | As    | mon         | Засгийн газрын албаны сэтгүүл Хууль, дурэм, тогтоолын эмхтгэл Хууль, зарлиг, тогтоолын эмхтгэл Төрийн мэдээлэл (ТМ)                                                                                     | 1926–1939 1941–1970 1971–1991 1991–       | parliament.mn |
| Montenegro                                            | ME     | Eu    | srp         | Službeni list | 1945–                                     | sluzbenilist.me |
| Mosambik                                              | MZ     | Af    | por         | Boletim da República (BR), bis 1975 Boletim Official | 1975–                                     | portaldogoverno.gov.mz; imprensanac.gov.mz; PALOP                                                                                              |
| Myanmar                                               | MM     | As    | bur         | ပြည်ထောင်စုသမ္မတမြန်မာနိုင်ငံတော်ပြန်တမ်း | 1875?–                                    | moi.gov.mm/ppe |
| Namibia                                               | NA     | As    | eng         | Government gazette | 1990–                                     | Namibia Law Library; parliament.na |
| Nauru                                                 | NR     | Oz    | eng         | Government gazette | 2002–                                     | naurugov.nr; ronlaw.gov.nr |
| Nepal                                                 | NP     | As    | nep         | राजपत्र |                                           | dop.gov.np; lawcommission.gov.np |
| Neuseeland                                            | NZ     | Oz    | eng         | New Zealand gazette | 1854–                                     | gazette.govt.nz; legislation.govt.nz |
| Nicaragua                                             | NI     | Am    | spa         | La Gaceta | 1894/97–                                  | lagaceta.gob.ni |
| Niederlande                                           | NL     | Eu    | dut         | Staatsblad Staatscourant Tractatenblad | 1813– 1951–                               | officielebekendmakingen.nl |
| Niger                                                 | NE     | Af    | fre         | Journal officiel | 1934–                                     | |
| Nigeria                                               | NG     | Af    | eng         | Official gazette | 1914/54–                                  | nigeria-law.org |
| Niue                                                  | NU     | Oz    |             | |                                           | paclii.org; gov.nu |
| Norwegen                                              | NO     | Eu    | nor         | Lovtidend | 1877–                                     | lovdata.no |
| Österreich                                            | AT     | Eu    | ger         | Bundesgesetzblatt (BGBl) „Parlament aktiv“ Firmenbuch/Grundbuch/GISA | 1945–                                     | ris.bka.gv.at parlament.gv.at firmenbuchgrundbuch.at                                                                                           |
| Österreich                                            | AT     | Eu    | ger         | Reichs-/Staats-/Bundesgesetzblatt | 1848–1938                                 | alex.onb.ac.at |
| Oman                                                  | OM     | As    | ara         | الجريدة الرسمية | 1973–                                     | mjla.gov.om |
| Osttimor                                              | TL     | As    | por         | Jornal da República | 2002–                                     | jornal.gov.tl |
| Pakistan                                              | PK     | As    | eng         | Gazette of Pakistan | 1949–                                     | na.gov.pk; southasiaarchive.com |
| Palau                                                 | PW     | Oz    | eng         | Palau gazette | 1985?–                                    | |
| Panama                                                | PA     | Am    | spa         | Gaceta oficial | 1903?–                                    | gacetaoficial.gob.pa |
| Papua-Neuguinea                                       | PG     | Oz    | eng         | Government gazette | 1974–                                     | paclii.org |
| Paraguay                                              | PY     | Am    | spa         | Registro oficial | 1869–                                     | csj.gov.py |
| Peru                                                  | PE     | Am    | spa         | El Peruano | 1825–                                     | elperuano.pe |
| Philippinen                                           | PH     | As    | eng         | Official gazette | 1902–                                     | gov.ph |
| Polen                                                 | PL     | Eu    | pol         | Dziennik Ustaw (Dz.U.) Monitor Polski (M.P.) ISAP | 1918–                                     | dziennikustaw.gov.pl; monitorpolski.gov.pl; isap.sejm.gov.pl                                                                                   |
| Portugal                                              | PT     | Eu    | por         | Diário da República | 1900/76–                                  | dre.pt |
| Ruanda                                                | RW     | Af    | kin/eng/fre | Igazeti ya leta = Official gazette = Journal officiel | 1962–                                     | primature.gov.rw |
| Rumänien                                              | RO     | Eu    | rom         | Buletinul oficial Monitorul oficial | 1949–1989 1859/1989–                      | monitoruloficial.ro; just.ro |
| Russland                                              | RU     | Eu    | rus         | Собрание узаконений (СУ РСФСР) Ведомости Верховного Совета (ВВС) Собрание постановлений (СП РСФСР) Российская газета (РГ) Собрание законодательства (СЗ РФ)                                             | 1917–1938 1957–1990 1958–1991 1990– 1994– | rg.ru szrf.ru |
| Salomonen                                             | SB     | Oz    | eng         | Solomon Islands gazette | 1975–                                     | parliament.gov.sb; paclii.org |
| St. Kitts und Nevis                                   | KN     | Am    | eng         | Official gazette |                                           | |
| St. Lucia                                             | LC     | Am    | eng         | Official gazette |                                           | |
| St. Vincent und die Grenadinen                        | VC     | Am    | eng         | Government gazette |                                           | |
| Sambia                                                | ZM     | Af    | eng         | Government gazette | 1965–                                     | zambialii.org |
| Samoa                                                 | WS     | Oz    | eng         | Samoanisches Gouvernementsblatt | 1900–1914                                 | paclii.org |
| San Marino                                            | SM     | Eu    | ita         | Bollettino ufficiale | 1924–                                     | bollettinoufficiale.sm |
| São Tomé und Príncipe                                 | ST     | Af    | por         | Diário da República | 1975?–                                    | |
| Saudi-Arabien                                         | SA     | As    | ara         | القبلة أم القرى | 1916–1924 1924–                           | uqn.gov.sa |
| Schweden                                              | SE     | Eu    | swe         | Post- och inrikes tidningar Svensk författningssamling (SFS) | 1645– 1825–                               | poit.bolagsverket.se riksdagen.se; lagrummet.se                                                                                                |
| Schweiz                                               | CH     | Eu    | ger         | Amtliche Sammlung des Bundesrechts Systematische Sammlung des Bundesrechts Bundesblatt Schweizerisches Handelsamtsblatt                                                                                 | 1848– 197x– 1848– 1883–                   | AS; bsb-muenchen.de SR (BS 1848–1947) BBl; amtsdruckschriften.bar.admin.ch SHAB                                                                |
| Schweiz                                               | CH     | Eu    | fre         | Recueil officiel du droit fédéral Recueil systématique du droit fédéral Feuille fédérale Feuille officielle suisse du commerce                                                                          | 1848– 197x– 1848– 1883–                   | RO RS FF; amtsdruckschriften.bar.admin.ch FOSC                                                                                                 |
| Schweiz                                               | CH     | Eu    | ita         | Raccolta ufficiale delle leggi federali Raccolta sistematica del diritto federale Foglio federale Foglio ufficiale svizzero di commercio                                                                | 1848– 197x– 1918– 1883–                   | RU RS FF; amtsdruckschriften.bar.admin.ch FUSC                                                                                                 |
| Senegal                                               | SN     | Af    | fre         | Journal officiel | 1855–                                     | jo.gouv.sn |
| Serbien                                               | RS     | Eu    | srp         | Службени гласник | 1945–                                     | slglasnik.com; pravno-informacioni-sistem.rs                                                                                                   |
| Seychellen                                            | SC     | Af    | eng         | Official gazette | 1976–                                     | |
| Sierra Leone                                          | SL     | Af    | eng         | Sierra Leone gazette | 1870–                                     | sierra-leone.org |
| Simbabwe                                              | ZW     | Af    | eng         | Government gazette | 1980–                                     | |
| Singapur                                              | SG     | As    | eng         | Government gazette | 1946/59–                                  | egazette.com.sg |
| Slowakei                                              | SK     | Eu    | slo         | Zbierka zákonov Slovenskej republiky (Z. z.) | 1993– (bzw. 1918–1939, 1945-)             | slov-lex.sk |
| Slowenien                                             | SI     | Eu    | slv         | Uradni list | 1991–                                     | uradni-list.si; svz.gov.si; PIS |
| Somalia                                               | SO     | Af    | som         | Faafinta rasmiga ah | 1973–                                     | crl.edu |
| Somaliland                                            | SL     | Af    | som         | Faafinta rasmiga ah | 2012–                                     | somalilandlaw.com; govsomaliland.org |
| Sowjetunion                                           | SU     | Eu    | rus         | Собрание законов (СЗ СССР) Ведомости Верховного Совета (ВВС) Собрание постановлений (СП СССР) | 1924–1937 1938–1991                       | |
| Spanien                                               | ES     | Eu    | spa         | Boletin oficial del estado (BOE) | 1936–                                     | boe.es |
| Sri Lanka                                             | LK     | As    | eng/sin/tam | Sri Lanka gazette | 1802–                                     | documents.gov.lk; lawnet.lk; srilankalaw.lk |
| Südafrika                                             | ZA     | Af    | eng/afr     | Government gazette = Staatskoerant | 1961–                                     | gpwonline.co.za; acts.co.za; greengazette.co.za                                                                                                |
| Südsudan                                              | SS     | Af    | eng         | |                                           | mojss.org |
| Sudan                                                 | SD     | Af    | ara         | الجريدة الرسمية |                                           | moj.gov.sd; durham.ac.uk |
| Suriname                                              | SR     | Am    | dut         | Staatsblad | 1977?–                                    | dna.sr; starnieuws.com |
| Syrien                                                | SY     | As    | ara         | الجريدة الرسمية | 1970??–                                   | parliament.gov.sy |
| Tadschikistan                                         | TJ     | As    | tjk         | Ведомостҳои Совети Олии Ҷумҳурият Ахбори Маҷлиси Олии | 1991?–                                    | jumhuriyat.tj spinform.ru |
| Taiwan                                                | TW     | As    | chi         | 立法院公報 | 1929?–                                    | ly.gov.tw; moj.gov.tw |
| Tansania                                              | TZ     | Af    | swa         | Amtlicher Anzeiger für Deutsch-Ostafrika Gazeti | 1900–1914 1919–                           | uni-frankfurt.de tanzania.go.tz |
| Thailand                                              | TH     | As    | tha         | ราชกิจจานุเบกษา | 1884?–                                    | mratchakitcha.soc.go.th; thailawforum.com; longdo.com                                                                                          |
| Togo                                                  | TG     | Af    | fre         | Journal officiel | 1920/56–                                  | legitogo.gouv.tg |
| Tonga                                                 | TO     | Oz    | eng         | Government gazette | 1956?–                                    | crownlaw.gov.to |
| Trinidad und Tobago                                   | TT     | Am    | eng         | Trinidad and Tobago gazette | 1962–                                     | gov.tt |
| Tschad                                                | TD     | Af    | fre         | Journal officiel | 1959–                                     | |
| Tschechien                                            | CZ     | Eu    | cze         | Sbírka zákonů (Sb.) (ab 2020: Sbírka zákonů a mezinárodních smluv) | 1992 - (bzw. 1918–1939, 1945-)            | gov.cz; mvcr.cz |
| Türkei                                                | TR     | As    | tur         | Resmî gazete (جریدهٔ رسمیه) | 1921–                                     | resmigazete.gov.tr |
| Tunesien                                              | TN     | Af    | ara         | الرائد الرسمي | 1860–                                     | iort.gov.tn |
| Tunesien                                              | TN     | Af    | fre         | Journal officiel (JORT) | 1883–                                     | iort.gov.tn |
| Turkmenistan                                          | TM     | As    | tuk         | Ёкары Советиниң Маглуматлары Türkmenistanyň Mejlisiniň maglumatlary | 1992?–                                    | minjust.gov.tm; turkmenlegaldatabase.info; spinform.ru                                                                                         |
| Tuvalu                                                | TV     | Oz    | eng         | Tuvalu gazette |                                           | paclii.org |
| Uganda                                                | UG     | Af    | eng         | Uganda gazette |                                           | uppc.co.ug; ulii.org |
| Ukraine                                               | UA     | Eu    | ukr         | Відомості Верховної Ради Закони України | 1942?–                                    | parlvydav.rada.gov.ua; zakon.rada.gov.ua |
| Ungarn                                                | HU     | Eu    | hun         | Magyar közlöny | 1867/1945–                                | magyarkozlony.hu; njt.hu |
| Uruguay                                               | UY     | Am    | spa         | Diario oficial | 1905?–                                    | parlamento.gub.uy |
| Usbekistan                                            | UZ     | As    | uzb         | Олий Советининг ведомостлари Қонун ҳужжатлари тўплами (ЎР ҚҲТ) Олий Мажлис ахборотномаси | 1990?–                                    | lex.uz; parliament.gov.uz |
| Usbekistan                                            | UZ     | As    | rus         | Собрание законодательства (СЗ РУ) Ведомости Олий Мажлиса | 1990?–                                    | lex.uz; parliament.gov.uz; norma.uz; uz.spinform.ru                                                                                            |
| Vanuatu                                               | VU     | Oz    | fre         | Journal officiel | 1980–                                     | paclii.org |
| Vatikanstadt                                          | VA     | Eu    | ita/lat     | Acta Sanctae Sedis (ASS) Acta Apostolicae Sedis (AAS) | 1865–1908 1909–                           | vatican.va |
| Venezuela                                             | VE     | Am    | spa         | Gaceta oficial | 1872–                                     | tsj.gob.ve; mp.gob.ve; imprentanacional.gob.ve                                                                                                 |
| Vereinigte Arabische Emirate                          | AE     | As    | ara         | الجريدة الرسمية | 1971–                                     | moj.gov.ae; elaws.moj.gov.ae |
| Vereinigte Staaten                                    | US     | Am    | eng         | Statutes at Large (Stat) United States Code (USC) Federal Register (FR) Code of Federal Regulations (CFR)                                                                                               | 1789– 1926– 1936– 1938–                   | gpo.gov uscode.house.gov; law.cornell.edu gpo.gov; archives.gov ecfr.gov                                                                       |
| Vereinigtes Königreich                                | GB     | Eu    | eng         | The gazette UK public general acts | 1665– 1801–                               | thegazette.co.uk legislation.gov.uk |
| Vietnam                                               | VN     | As    | vie         | Công Báo |                                           | congbao.chinhphu.vn; vietnamlawmagazine.vn; moj.gov.vn                                                                                         |
| Zentralafrikanische Republik                          | CF     | Af    | fre         | Journal officiel | 1958/59–                                  | ono.com |
| Zypern                                                | CY     | Eu    | gre         | Επίσημη εφημερίδα | 1960–                                     | mof.gov.cy; law.gov.cy |
| Zypern                                                | CY     | Eu    | eng         | Government gazette | 1960–                                     | cygazette.com |